# Arvid Wallman
Arvid Wallman, né le 3 février 1901 à Göteborg et mort le 25 octobre 1982 dans la même ville, est un plongeur suédois.

## Biographie
À 19 ans, Arvid Wallman remporte l'épreuve du plongeon ordinaire des Jeux olympiques de 1920 organisés à Anvers (Belgique). Il est huitième à Paris en 1924. Diplômé de l'École polytechnique Chalmers, Wallman devient ingénieur civil.

## Palmarès
- Jeux olympiques de 1920
  -  Plongeon ordinaire